# Phlogiellus bundokalbo
Espèce
Synonymes
- Baccallbrapo bundokalbo Barrion & Litsinger, 1995
- Yamia bundokalbo (Barrion & Litsinger, 1995)

Phlogiellus bundokalbo est une espèce d'araignées mygalomorphes de la famille des Theraphosidae.

## Distribution
Cette espèce est endémique de Luçon aux Philippines,.

## Description
Le mâle holotype mesure 13,41 mm.

## Publication originale
- Barrion & Litsinger, 1995 : Riceland Spiders of South and Southeast Asia. CAB International, Wallingford, p. 1-700.